# ارتش آزادی‌بخش فلسطین
ارتش آزادی‌بخش فلسطین (PLA؛ عربی: جیش التحریر الفلسطینی) ظاهراً شاخه نظامی سازمان آزادی‌بخش فلسطین (ساف) است که در اجلاس اتحادیه عرب در سال ۱۹۶۴ که در اسکندریه مصر برگزار شد، با مأموریت مبارزه با اسرائیل تأسیس شد. با این حال، هرگز تحت کنترل مؤثر ساف نبوده است، بلکه توسط دولت‌های مختلف میزبان خود، معمولاً سوریه ، کنترل شده است. با وجود اینکه در ابتدا در چندین کشور فعالیت می‌کرد، PLA کنونی فقط در سوریه فعال است و پناهندگان مرد فلسطینی را جذب می‌کند.

## تاریخچه

### پایه و عملیات اولیه
بلافاصله پس از ایجاد در اجلاس اتحادیه عرب در سال ۱۹۶۴ در اسکندریه، ساف (در آن زمان به ریاست احمد شکیری) عملاً تحت کنترل کشورهای عربی، به ویژه مصر ناصر قرار گرفت. فلسطینی‌ها کنترل مستقلی بر سازمان به دست نمی‌آورند تا زمانی که جناح فتح یاسر عرفات آن را از دست فلسطینی‌های مورد حمایت ناصر در سال‌های ۶۹–۱۹۶۸ خارج کند.
بر این اساس، PLA به‌طور رسمی در سال ۱۹۶۴ به عنوان شاخه مسلح ساف علی‌رغم نداشتن پیوند عملیاتی واقعی با ساف تأسیس شد. در واقع، PLA توسط ناصر به عنوان یک «سازمان کمکی» ایجاد شد. این سازمان متشکل از پناهندگان فلسطینی تحت کنترل کشورهای میزبان بود که خدمت سربازی خود را به جای نیروهای مسلح معمولی کشورهای میزبان در این واحدها انجام می‌دادند. به‌طور رسمی، PLA تحت فرماندهی دپارتمان نظامی ساف قرار گرفت، اما در عمل، هیچ‌یک از دولت‌های درگیر از کنترل تیپ‌ها صرف نظر نکردند. PLA از همان ابتدا تحت تأثیر سوریه قرار گرفت.
PLA در ابتدا به سه تیپ سازماندهی شد که نام آنها برگرفته از نبردهای تاریخی بود:
- عین جالوت، مستقر در غزه، که سپس توسط مصر اداره می‌شد[۷]
- قادسیه، که در اصل در عراق مستقر بود، اما در سال ۱۹۶۷ به اردن منتقل شد. در سال ۱۹۷۱ تحت کنترل سوریه قرار گرفت[۷]
- هاتین، مستقر در سوریه[۷]

PLA نسبتاً به خوبی مجهز و آموزش دیده بود و حتی زره نیز در اختیار داشت. مواد آن بیشتر در اتحاد جماهیر شوروی منشأ گرفته است. با این حال، سه تیپ PLA تا دهه ۱۹۸۰ ضعیف باقی ماندند. PLA هرگز در قالب یک واحد جنگی برای PLO مستقر نشد، بلکه عناصر به عنوان یک نیروی کمکی و پشتیبانی توسط دولت‌های کنترل‌کننده آن مورد استفاده قرار گرفتند. تیپ‌های PLA در جنگ شش‌روزه ۱۹۶۷ به عنوان بخشی از ارتش مصر و سوریه شرکت کردند. در سال ۱۹۶۸، نیروهای آزادی‌بخش مردمی (عربی: quwwat at-tahrir ash-sha'biyya) که بیشتر به عنوان «تیپ یرموک» شناخته می‌شود، در چارچوب PLA برای انجام اقدامات کماندویی علیه نیروهای اسرائیلی در نوار غزه تأسیس شد. یک سال پیش توسط نیروهای اسرائیلی اشغال شد. عموماً PLA از این نوع اقدامات زیرزمینی خودداری می‌کرد، زیرا به‌عنوان چیزی شبیه یک نمایش رژه نظامی معمولی ساخته شده بود.

## عملیات
- جنگ شش‌روزه[۹]
- جنگ فرسایش‌زا
  - نبرد کرامه
- سپتامبر سیاه[۷]
- جنگ یوم کیپور[۹]
- جنگ داخلی لبنان[۱۰]
- جنگ داخلی سوریه
  - کمپین فرمانداری ریف دمشق[۶]
    - محاصره درایه و معادمیات[۶]
    - نبرد اردوگاه یرموک (۲۰۱۵)[۱۱]
    - نبرد زبدانی (۲۰۱۵)[۶]
    - حمله ریف دمشق (سپتامبر ۲۰۱۵)
    - تهاجمی ریف دمشق (آوریل–مه ۲۰۱۶)
    - حمله ریف دمشق (ژوئن تا اوت ۲۰۱۶)
    - حمله ریف دمشق (ژوئن تا اکتبر ۲۰۱۶)[۱۲]
    - حمله قابون (۲۰۱۷)[۱۳]
    - حمله ریف دمشق (فوریه–آوریل ۲۰۱۸)[۱۴]
    - حمله جنوب دمشق (آوریل تا مه ۲۰۱۸)

  - کمپین فرمانداری درعا
    - جنگ دوم شیخ مسکین[۱۵]
    - هجوم ۲۰۱۸ جنوب سوریه[۱۶]

### آثار یادشده
- Shlaim, Avi (2008). Lion of Jordan. London, New York City, etc.: Penguin Books.
- Laffin, John (2005) [1st pub. :1982]. Arab Armies of the Middle East Wars 1948–73 (9th ed.). Cambridge: Osprey Publishing. ISBN 978-0-415-60942-5.
- Pipes, Daniel (1992) [1st pub. : 1990]. Greater Syria: The History of an Ambition. Oxford University Press. ISBN 978-0-19-536304-3.